# Deutsch-Französische Industrie- und Handelskammer
Die Deutsch-Französische Industrie- und Handelskammer (französisch Chambre Franco-Allemande de Commerce et d’Industrie) ist Teil des Netzes der deutschen Auslandshandelskammern der Dachorganisation DIHK, dem Deutschen Industrie- und Handelskammertag. Sie hat ihren Sitz in Paris und ein Büro in Berlin.

## Geschichte
Die Deutsch-Französische Industrie- und Handelskammer (AHK Frankreich) wurde 1955 gegründet und profitierte von der Annäherung von Frankreich und Deutschland, die von Bundeskanzler Konrad Adenauer und dem französischen Präsidenten Charles de Gaulle ausging.

## Organisation und Struktur
Die Deutsch-Französische Industrie- und Handelskammer ist Teil des weltweiten Netzwerkes der deutschen Auslandshandelskammern (AHK) mit 140 Standorten in 92 Ländern. Die AHKs sind in Deutschland eng verbunden mit dem Netzwerk der deutschen Industrie- und Handelskammern (IHKs). Gemeinsam unterstützen IHKs und AHKs die deutschen Unternehmen beim Auf- und Ausbau ihrer Wirtschaftsbeziehungen mit dem Ausland. Dachorganisation ist der Deutsche Industrie- und Handelskammertag (DIHK), der das IHK- und AHK-Netzwerk koordiniert und betreut.
Die AHK Frankreich ist in Frankreich als Verein organisiert mit aktuell rund 800 Mitgliedsunternehmen in Deutschland und Frankreich. Sie wird kontrolliert von einem Verwaltungsrat mit Präsidium, dieses besteht paritätisch aus französischen und deutschen ehrenamtlichen Mitgliedern: Guy Maugis (ehm. BOSCH France), Xavier Susterac (BASF Frankreich), Jerome Duval-Hamel (EUSOPE), Peter Etzenbach (InfraVia Capital Partners), Peter Bichara (Siemens France), Daniel Hager (HAGER), Pamela Knapp (Mitglied der Aufsichtsräte der PSA-Gruppe und Saint-Gobain) sowie Marc Langenbrinck (Mercedes-Benz France). Der Verwaltungsrat wird von der Vollversammlung gewählt und ist ehrenamtlich tätig.
Der Geschäftsführer, der vom Verwaltungsrat auf Vorschlag vom Präsidium ernannt wird, führt die laufenden Geschäfte. Patrick Brandmaier ist seit Juni 2019 Geschäftsführer.
Finanziert wird die Handelskammer durch die Beitragszahlungen seiner Mitglieder, das Dienstleistungsangebot sowie durch Subventionen vom Bundesministerium für Wirtschaft und Energie.

### Präsidenten der AHK Frankreich
Von 1955 bis 1958 nahmen Jacques Fougerolle und Ulrich Dörtenbach abwechselnd das Präsidentenamt wahr.
Ab 1959 wurde das Amt auf deutscher Seite von Gotthard von Falkenhausen übernommen, der 1966 von Dietrich von Grunelius abgelöst wurde. Nach einer zweijährigen Amtszeit von Herbert Waldthausen übernahm ab 1977 Friedrich Conzen für 10 Jahre das Präsidentenamt auf deutscher Seite.
Dem französischen Gründungspräsidenten Jacques Fougerolle folgte 1964 Jean Marcou. Jean Marcou blieb bis 1976 im Amt und wurde von Jean-Arthur Varoquaux abgelöst. Der Elsässer Roland Wagner folgte auf Jean-Arthur Varoquaux und verblieb drei Jahre im Amt. Nach dem Ausscheiden von Friedrich Conzen und Roland Wagner wurde die paritätische Führung der Deutsch-Französischen Industrie- und Handelskammer aufgehoben.
Somit war Alfred Freiherr von Oppenheim ab dem Jahr 1987 alleiniger Präsident der Deutsch-Französischen Industrie- und Handelskammer bis zu seinem Tod Jahr 2005. Ihm folgte Patrick Schwarz-Schütte der bis 2008 amtierte. Auf Patrick Schwarz-Schütte folgte Philippe Carli. Der heutige Präsident ist seit dem Jahre 2010 Guy Maugis.

## Dienstleistungen und Angebote
Die AHK Frankreich fördert seit ihrer Gründung 1955 die Wirtschaftsbeziehungen zwischen Deutschland und Frankreich und vereint drei Funktionen in sich: Sie ist offizieller Vertreter der deutschen Wirtschaft in Frankreich. Darüber hinaus ist sie Mitgliederorganisation für bilateral tätige Unternehmen und bietet zudem deutschen und französischen Unternehmen Dienstleistungen zur Unterstützung ihrer außenwirtschaftlichen Geschäftstätigkeit an.

### Mitgliederorganisation
Die AHK Frankreich ist als Verein organisiert, Unternehmer und Geschäftsführer engagieren sich ehrenamtlich im Verwaltungsrat und Vorstand. Als zentrale Wirtschaftsvereinigung deutscher und französischer Unternehmen profitieren Mitgliedsunternehmen von einem starken Kontaktnetzwerk in Politik und Wirtschaft. Vornehmlich für Mitglieder finden zahlreiche Veranstaltungen statt, die exklusive Netzwerkpflege, Erfahrungsaustausch und Wissensvermittlung ermöglichen. Zurzeit gehören mehr als 950 Unternehmen der Deutsch-Französischen Industrie und Handelskammer an. Unternehmen können ihre fachlichen Expertise durch Mitwirkung in Gremien, Kommissionen und Konferenzen einbringen. Für junge Unternehmer oder Berufstätige im deutsch-französischen Markt bieten die Wirtschaftsjunioren Frankreich informelle Treffen an, die Erfahrungsaustausch und Kontaktpflege ermöglicht.

### Dienstleistungen
Die AHK Frankreich unterstützt die Geschäftsaktivitäten von Unternehmen im deutsch-französischen Markt mit praktischen Dienstleistungen, z. B. Marktstudien und Absatzberatung, Organisation von B2B und B2C Unternehmerbörsen, Branchentreffen und Fachkonferenzen. Daneben gibt es Rechts- und Steuerberatung zu den Besonderheiten im Arbeits-, Handels- und Umweltrecht im jeweils anderen Land. Weiterhin werden Seminare und Weiterbildungskurse angeboten.
Für Arbeitssuchende gibt es eine deutsch-französische Stellenbörse sowie die Vermittlung von Ausbildungs- und Praktikumsplätzen. In diesem Zusammenhang bietet die Deutsch-Französische Industrie- und Handelskammer französischen Betrieben eine Beratung zur Etablierung einer dualen Ausbildung, nach dem Vorbild in Deutschland, an.

### Offizielle Repräsentanz der deutschen Wirtschaft
Die AHK Frankreich ist Sprachrohr der deutschen Wirtschaft und vertritt deren Interessen in Frankreich. Sie führt jährlich zahlreiche Markterkundungs- und Geschäftsreisen im Auftrag der deutschen Bundesregierung und der Bundesländer für deutsche Unternehmen durch. Hauptauftraggeber sind das Bundesministerium für Wirtschaft und Technologie (BMWi), das Bundesministerium für Ernährung, Landwirtschaft und Verbraucherschutz (BMELV) und die Wirtschaftsministerien der Bundesländer.

## Sonderveranstaltungen

### Deutsch-Französischer Wirtschaftspreis und Preis der Kultur- und Kreativwirtschaft
Diese Preise wurden im Jahre 2011 von der AHK Frankreich ins Leben gerufen und stehen unter der Schirmherrschaft der deutschen und französischen Wirtschaftsministerien. Sie werden alle zwei Jahre an deutsche und französische Unternehmen vergeben, die erfolgreiche Kooperationsprojekte durchführen. Ziel ist es, die Zusammenarbeit zwischen deutschen und französischen Unternehmen zu fördern und bekannt zu machen.

### Deutsch-Französischer Berufsbildungstag
Seit 2014 führt diese Konferenz deutsche, französische und europäische Akteure und Experten zusammen, um neue Projekte für Berufsausbildung und Jugend ins Leben zu rufen. Der Schwerpunkt liegt jedes Jahr auf einem anderen, hochaktuellen Thema aus dem Bereich der beruflichen Bildung.

### Deutsch-Französischer Wirtschaftstag
Alle zwei Jahre organisiert die AHK Frankreich in Paris eine Konferenz mit deutschen und französischen Experten sowie Vertretern aus Wirtschaft und Politik, die zu aktuellen, wirtschaftspolitischen Themen diskutieren.

## Publikationen
Die AHK Frankreich veröffentlicht verschiedene Rechtsinformationen, Merkblätter zu Umweltrichtlinien, Branchenberichte, Periodische Umfragen, Jahresbericht, Digitales Mitgliederverzeichnis, Digitales Verzeichnis deutscher Unternehmen in Frankreich, Digitales Verzeichnis deutsch-französischer Experten. Weitere Publikationen sind:
- Deutsch-Französische Wirtschaftszeitschrift CONTACT (erscheint jedes Semester)
- Deutsch-Französischer Newsletter @-journal
- Studie: Deutsche Unternehmen in Frankreich – Geschäftslage, Perspektiven und Einschätzungen (erscheint alle zwei Jahre)